# Aire urbaine d'Uzès
L'aire urbaine d'Uzès est une aire urbaine française constituée autour de la ville d’Uzès, dans le département du Gard.

## Caractéristiques
En 2020, l'Insee définit un nouveau zonage d'étude : les aires d'attraction des villes. L'aire d'attraction d'Uzès remplace désormais son aire urbaine, avec un périmètre différent.
Selon la délimitation établie par l'Insee (zonage en aires urbaines 2010), l'aire urbaine d'Uzès est composée de quatre communes, toutes situées dans le Gard. 
L'aire urbaine correspond à l'unité urbaine d'Uzès, considérée par l'Insee comme un moyen pôle urbain.

## Les quatre communes de l'aire urbaine
Voici la liste des communes de l'aire urbaine d’Uzès (population municipale au 1er janvier 2017) :
| Nom                        | Code Insee | Statut | Superficie (km2) | Population (dernière pop. légale) | Densité (hab./km2) |
| -------------------------- | ---------- | ------ | ---------------- | --------------------------------- | ------------------ |
| Arpaillargues-et-Aureillac | 30014      |        | 13,67            | 1 048 (2022)                      | 77                 |
| Montaren-et-Saint-Médiers  | 30174      |        | 19,42            | 1 390 (2022)                      | 72                 |
| Saint-Maximin              | 30286      |        | 9,9              | 794 (2022)                        | 80                 |
| Uzès                       | 30334      |        | 25,41            | 8 360 (2022)                      | 329                |

## Évolution démographique
| 1968  | 1975  | 1982  | 1990   | 1999   | 2006   | 2011   | 2016   | 2017   |
| ----- | ----- | ----- | ------ | ------ | ------ | ------ | ------ | ------ |
| 7 889 | 8 319 | 9 182 | 10 038 | 10 658 | 10 850 | 11 880 | 11 676 | 11 643 |